# Gran Premio di Francia 1995
Il Gran Premio di Francia 1995 fu una gara di Formula 1, disputatasi il 2 luglio 1995 sul Circuito di Nevers Magny-Cours. Fu la settima prova del mondiale 1995 e vide la vittoria di Michael Schumacher su Benetton-Renault, seguito da Damon Hill e da David Coulthard

## Qualifiche

### Risultati
| Pos | N  | Pilota                   | Costruttore/Motore | Tempo    | Gap    |
| --- | -- | ------------------------ | ------------------ | -------- | ------ |
| 1   | 5  | Damon Hill               | Williams-Renault   | 1:17.225 |        |
| 2   | 1  | Michael Schumacher       | Benetton-Renault   | 1:17.512 | +0.287 |
| 3   | 6  | David Coulthard          | Williams-Renault   | 1:17.925 | +0.700 |
| 4   | 27 | Jean Alesi               | Ferrari            | 1:18.761 | +1.536 |
| 5   | 14 | Rubens Barrichello       | Jordan-Peugeot     | 1:18.810 | +1.585 |
| 6   | 26 | Olivier Panis            | Ligier-Mugen-Honda | 1:19.047 | +1.822 |
| 7   | 28 | Gerhard Berger           | Ferrari            | 1:19.051 | +1.826 |
| 8   | 8  | Mika Häkkinen            | McLaren-Mercedes   | 1:19.238 | +2.013 |
| 9   | 25 | Martin Brundle           | Ligier-Mugen-Honda | 1:19.384 | +2.159 |
| 10  | 2  | Johnny Herbert           | Benetton-Renault   | 1:19.555 | +2.330 |
| 11  | 15 | Eddie Irvine             | Jordan-Peugeot     | 1:19.845 | +2.620 |
| 12  | 30 | Heinz-Harald Frentzen    | Sauber-Ford        | 1:20.309 | +3.084 |
| 13  | 7  | Mark Blundell            | McLaren-Mercedes   | 1:20.527 | +3.302 |
| 14  | 4  | Mika Salo                | Tyrrell-Yamaha     | 1:20.796 | +3.571 |
| 15  | 29 | Jean-Christophe Boullion | Sauber-Ford        | 1:20.943 | +3.718 |
| 16  | 9  | Gianni Morbidelli        | Footwork-Hart      | 1:21.076 | +3.851 |
| 17  | 24 | Luca Badoer              | Minardi-Ford       | 1:21.323 | +4.098 |
| 18  | 10 | Taki Inoue               | Footwork-Hart      | 1:21.894 | +4.669 |
| 19  | 3  | Ukyo Katayama            | Tyrrell-Yamaha     | 1:21.930 | +4.705 |
| 20  | 23 | Pierluigi Martini        | Minardi-Ford       | 1:22.104 | +4.879 |
| 21  | 17 | Andrea Montermini        | Pacific-Ford       | 1:23.466 | +6.241 |
| 22  | 16 | Bertrand Gachot          | Pacific-Ford       | 1:23.647 | +6.422 |
| 23  | 21 | Pedro Diniz              | Forti-Ford         | 1:24.184 | +6.959 |
| 24  | 22 | Roberto Moreno           | Forti-Ford         | 1:24.865 | +7.640 |

## Gara
Al via Hill tiene la prima posizione davanti a Schumacher, Barrichello, Coulthard e Panis. Herbert si porta da decimo a sesto nel corso del primo giro, mentre Alesi ha una brutta partenza e da quarto finisce settimo. Diniz finisce in testacoda e si ritira, così come i giapponesi Inoue e Katayama che vengono al contatto. Al secondo giro Alesi tenta l'attacco su Herbert al tornante Adelaide ma tocca il pilota della Benetton che finisce in testacoda ed è costretto al ritiro. Brundle ne approfitta e si porta in sesta posizione, davanti alle due Ferrari.
Barrichello e Panis, che occupavano la terza e la quinta posizione, vengono sanzionati con uno stop and go di 10 secondi per partenza anticipata, così che Coulthard si porta in terza posizione davanti a Brundle e le due Ferrari, che entrano in zona punti. Barrichello e Panis rientrano in pista nono e decimo, dietro anche ad Hakkinen e Irvine. Hill e Schumacher intanto fanno gara a parte, e dopo 18 giri hanno già 10 secondi di vantaggio sul terzo, Coulthard. Schumacher rientra ai box al giro 18 e ha pista libera per recuperare su Hill, che rimane bloccato dietro ai doppiati. Quando Hill si ferma al giro 20 è nettamente dietro il Campione del Mondo, che comanda con 8 secondi sull'inglese.
Dopo il pit-stop per tutti comanda dunque Schumacher davanti a Hill, terzo è Brundle che ai box ha passato Coulthard. Alesi e Barrichello chiudono la zona punti, seguono Irvine, Hakkinen, Panis e Frentzen. Berger è precipitato sedicesimo dato che il suo pit-stop è durato ben 54 secondi, per via di un problema del bocchettone di rifornimento della Ferrari. Schumacher nel frattempo amplia il suo vantaggio su Hill, che a metà gara è di 14 secondi.
Poco prima del secondo rifornimento per tutti arriva qualche goccia di pioggia, ma ai box tutti i piloti montano ancora gomme slick. Schumacher nonostante un problema all'anteriore destra rimane al comando con un margine rassicurante su Hill; seguono poi Brundle (che aveva anticipato la seconda sosta e dovrà fermarsi una terza volta), Coulthard, Alesi e Barrichello. Hakkinen e Panis sono ora settimo e ottavo davanti a Irvine (che ha spento il motore durante la seconda sosta e ha perso vari secondi) e Frentzen. Berger è nel frattempo risalito in dodicesima posizione, ma la sua gara è ormai compromessa.
Brundle si ferma per la terza volta a 16 giri dal termine, uscendo a 7 secondi da Coulthard e andando così alla caccia del podio. Il pilota della Ligier giunge negli scarichi dello scozzese ma non riesce mai ad attaccarlo sul tortuoso tracciato francese. La gara termine dunque con la quarta vittoria stagionale di Schumacher, la quattordicesima in carriera. Le due Williams si piazzano seconda e terza, chiudono a punti Brundle, Alesi e Barrichello. Schumacher si porta dunque a +11 su Hill e a +20 su Alesi, mentre nel mondiale costruttori la Benetton sorpassa nuovamente la Ferrari. 

### Risultati
| Pos | N. | Pilota                   | Costruttore/Motore | Giri | Tempo/Ritiro              | Griglia | Punti |
| --- | -- | ------------------------ | ------------------ | ---- | ------------------------- | ------- | ----- |
| 1   | 1  | Michael Schumacher       | Benetton-Renault   | 72   | 1:38:28.429               | 2       | 10    |
| 2   | 5  | Damon Hill               | Williams-Renault   | 72   | +31.309                   | 1       | 6     |
| 3   | 6  | David Coulthard          | Williams-Renault   | 72   | +1:02.826                 | 3       | 4     |
| 4   | 25 | Martin Brundle           | Ligier-Mugen-Honda | 72   | +1:03.293                 | 9       | 3     |
| 5   | 27 | Jean Alesi               | Ferrari            | 72   | +1:17.869                 | 4       | 2     |
| 6   | 14 | Rubens Barrichello       | Jordan-Peugeot     | 71   | +1 Giro                   | 5       | 1     |
| 7   | 8  | Mika Häkkinen            | McLaren-Mercedes   | 71   | +1 Giro                   | 8       |       |
| 8   | 26 | Olivier Panis            | Ligier-Mugen-Honda | 71   | +1 Giro                   | 6       |       |
| 9   | 15 | Eddie Irvine             | Jordan-Peugeot     | 71   | +1 Giro                   | 11      |       |
| 10  | 30 | Heinz-Harald Frentzen    | Sauber-Ford        | 71   | +1 Giro                   | 12      |       |
| 11  | 7  | Mark Blundell            | McLaren-Mercedes   | 70   | +2 Giri                   | 13      |       |
| 12  | 28 | Gerhard Berger           | Ferrari            | 70   | +2 Giri                   | 7       |       |
| 13  | 24 | Luca Badoer              | Minardi-Ford       | 69   | +3 Giri                   | 17      |       |
| 14  | 9  | Gianni Morbidelli        | Footwork-Hart      | 69   | +3 Giri                   | 16      |       |
| 15  | 4  | Mika Salo                | Tyrrell-Yamaha     | 69   | +3 Giri                   | 14      |       |
| 16  | 22 | Roberto Moreno           | Forti-Ford         | 66   | +6 Giri                   | 24      |       |
| NC  | 17 | Andrea Montermini        | Pacific-Ford       | 62   | Non classificato          | 21      |       |
| Ret | 29 | Jean-Christophe Boullion | Sauber-Ford        | 48   | Cambio                    | 15      |       |
| Ret | 16 | Bertrand Gachot          | Pacific-Ford       | 24   | Cambio                    | 22      |       |
| Ret | 23 | Pierluigi Martini        | Minardi-Ford       | 23   | Cambio                    | 20      |       |
| Ret | 2  | Johnny Herbert           | Benetton-Renault   | 2    | Testacoda                 | 10      |       |
| Ret | 10 | Taki Inoue               | Footwork-Hart      | 0    | Collisione con U.Katayama | 18      |       |
| Ret | 3  | Ukyo Katayama            | Tyrrell-Yamaha     | 0    | Collisione con T.Inoue    | 19      |       |
| Ret | 21 | Pedro Diniz              | Forti-Ford         | 0    | Testacoda                 | 23      |       |

## Classifiche Mondiali

### Piloti
| Pos | Pilota             | Punti |
| --- | ------------------ | ----- |
| 1   | Michael Schumacher | 46    |
| 2   | Damon Hill         | 35    |
| 3   | Jean Alesi         | 26    |
| 4   | Gerhard Berger     | 17    |
| 5   | David Coulthard    | 13    |

### Costruttori
| Pos | Team             | Punti |
| --- | ---------------- | ----- |
| 1   | Benetton-Renault | 48    |
| 2   | Ferrari          | 43    |
| 3   | Williams-Renault | 42    |
| 4   | Jordan-Peugeot   | 13    |
| 5   | McLaren-Mercedes | 8     |

* Vengono indicate solo le prime 5 posizioni.